# Elmar Nübold

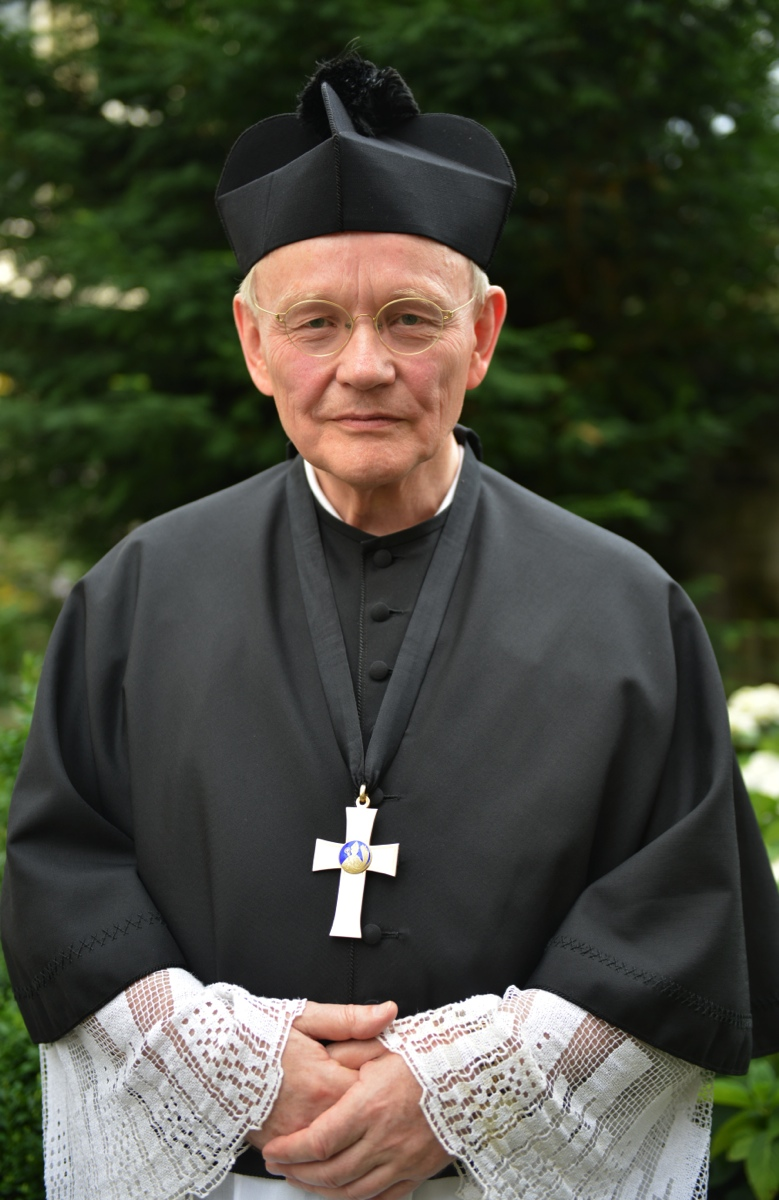
Elmar Nübold (2008)

Elmar Nübold (* 11. April 1944 in Altenhundem, Sauerland) ist ein deutscher römisch-katholischer Liturgiewissenschaftler und Priester.

## Leben
Elmar Nübold studierte von 1964 bis 1970 in Paderborn und Freiburg im Breisgau. Am 14. März 1970 wurde er im Dom zu Paderborn zum Priester geweiht. Von 1970 bis 1971 war er Vikar in Sankt Marien Hagen, danach bis 1977 in Sankt Blasius Balve (Sauerland) und schließlich bis Oktober 1979 in St. Peter und Paul Herne-Sodingen. Anschließend war Nübold bis April 1985 erzbischöflicher Kaplan und Geheimsekretär von Erzbischof Johannes Joachim Degenhardt in Paderborn.
Am 4. Februar 1985 wurde er an der Theologischen Fakultät Paderborn mit der Dissertation Entstehung und Bewertung der neuen Perikopenordnung des römischen Ritus für die Messfeier an Sonn- und Festtagen zum Doktor der Theologie promoviert. Von April 1985 bis Juli 1995 war Elmar Nübold Pastor in der Pfarrei Sankt Marien in Fürstenberg (bei Bad Wünnenberg). Er leitete von Juni 1995 bis August 1998 das Deutsche Liturgische Institut in Trier und war Subsidiar in der Pfarrei Mariä Heimsuchung Farschweiler.
Vom 1. September 1998 bis zum 31. August 2015 war Nübold der erste Pfarrer der 1998 gegründeten St. Liborius Pfarrei in der Innenstadt Paderborns mit dem Titel Propst. Nach dem Amtsverzicht ist er in den Ruhestand getreten. Er behält weiterhin den Titel Propst.
Nübold war von 2005 bis 2016 Lehrbeauftragter für Liturgik am Priesterseminar in Paderborn.
Von Oktober 2015 bis November 2016 übernahm er zudem priesterliche Dienste im Altenheim der Vinzentinerinnen in Bad Lippspringe.
Ab 1. Dezember 2016 ist er im Westphalenhof Paderborn – Bereich Altenheim – als Seelsorger tätig.

## Veröffentlichungen (Auswahl)
- Entstehung und Bewertung der neuen Perikopenordnung des römischen Ritus für die Messfeier an Sonn- und Festtagen. Bonifatius-Druckerei, Paderborn 1986, ISBN 3-87088-435-5.
- Przy ołtarzu Pana – wprowadzenie do służby ministranta. Einführung in den Ministrantendienst, bearbeitet von Eugeniusz Stencel. Pelplin 1993, ISBN 83-85087-22-2.
- Das Alte Testament in der gegenwärtigen Perikopenordnung – Offene Wünsche.  In: Liturgisches Jahrbuch. 42, 1997, S. 174–189.
- mit Margarete Niggemeyer: Die Busdorfkirche in Paderborn. Eine Stätte des Gebetes seit über 950 Jahren. Paderborn 2002, ISBN 3-89710-226-9.
- mit Margarete Niggemeyer: Die Gaukirche St. Ulrich in Paderborn. Gemeinde- und Klosterkirche im Schatten des Domes. Paderborn 2003, ISBN 3-89710-257-9.
- mit Bernhard Nolte: Die Pfarrkirche Sankt Marien zu Fürstenberg. 250 Jahre Kirchweihfest. Paderborn 2008, ISBN 978-3-00-024058-4.
- Zu Jesus Christus beten-Ein Christus-Gebet mit vielen möglichen Einfügungen. Bonifatius-Druckerei, Paderborn 2020, ISBN 978-3-89710-851-6.